# Nicolas Senzemba
Nicolas Senzemba (Champigny-sur-Marne, 25 maart 1996) is een Frans voetballer die bij voorkeur als linksback speelt. Hij staat onder contract bij FC Sochaux, waar hij in 2014 doorstroomde vanuit de eigen jeugdopleiding.

## Clubcarrière
Senzemba werd geboren in Champigny-sur-Marne en speelde in de jeugd bij VGA Saint-Maur, Champigny FC, Pau FC en FC Sochaux. Op 12 augustus 2014 debuteerde hij voor Sochaux in de Coupe de la Ligue tegen Stade Laval. Hij speelde de volledige wedstrijd. Op 3 oktober 2014 vierde de linksachter zijn competitiedebuut tegen AJ Auxerre. Hij mocht in de basiself starten en werd na 76 minuten vervangen door Famara Diedhiou. Op 11 mei 2015 mocht Senzemba voor het eerst in de basiself starten in een competitieduel tegen SCO Angers.

## Interlandcarrière
In 2014 maakte Senzemba zijn opwachting voor Frankrijk –19, waarmee hij in 2015 deelneemt aan het Europees kampioenschap voor spelers onder 19 jaar.